# Jaume Rosell i Sanuy
Jaume Rosell i Sanuy (Àger, 30 de setembre de 1934) és un polític i empresari català. Doctor en Enginyeria Industrial, ha treballat a Proelec, del grup d'empreses d'enginyeria Emte.
Donà suport a la candidatura a la presidència del Barça d'Agustí Montal i fou gerent del Barça des del juliol de 1975 fins al 30 de juny de 1978, durant l'etapa de Montal.
Fou sotsdirector de la Direcció General d'Esports de la Generalitat de Catalunya. És considerat un dels fundadors de Convergència Democràtica de Catalunya, on ha ocupat diferents càrrecs, com el de gerent de campanya, coordinador de sectorials, conseller del districte de Sarrià, conseller nacional i membre del Comitè Executiu Nacional i de la Comissió Executiva de la Sectorial d'Esports. Ha presidit de la Mesa del Consell de Barcelona. Fou conseller de l'empresa Unitek. A més, forma part de la Cambra Oficial de Comerç, Indústria i Navegació de Barcelona i fou membre del patronat de la Fundació Enciclopèdia Catalana fins al 19 de desembre de 2010.
Amb la seva dona, Maria Dolores Feliu Baccio, tingueren quatre fills: Mariona, Alexandre (que va ser president del Futbol Club Barcelona), Laura i Sergi. Ni ell ni cap dels seus quatre germans han continuat amb el negoci familiar, l'empresa d'enginyeria Emte, que va vendre.